# 和平河地區
和平河地區（英語：Peace River Regional District）是加拿大卑詩省東北部内陸地區的一個行政區，行政中心設於道森克里克。據2011年人口普查，區内共有60,082名居民，總面積117,391.38平方公里。
卑詩省政府從1965年起着手整理省內的地方行政區劃，並於1967年10月31日在省內東北部設立和平河-利亞德地區（Peace River-Liard Regional District）。該地區於1987年10月22日分拆成和平河地區和納爾遜堡-利亞德地區（Fort Nelson-Liard Regional District；此區於往後年間輾轉改組成現時的北洛磯山脈地區自治市）。

## 轄區
和平河地區下設七個地區自治體，如下：
- 道森克里克市（City of Dawson Creek）
- 聖約翰堡市（City of Fort St. John）
- 徹特溫德區（District of Chetwynd）
- 哈德遜合普區（District of Hudson's Hope）
- 泰勒區（District of Taylor）
- 特姆布勒里奇區（District of Tumbler Ridge）
- 普斯庫普村（Village of Pouce Coupe）

區内的非建制地區則分為四個選區（electoral areas），如下：
- 和平河乙選區（Electoral Area B）
- 和平河丙選區（Electoral Area C）
- 和平河丁選區（Electoral Area D）
- 和平河戊選區（Electoral Area E）

此區的行政機關為和平河地區委員會，由12名委員組成。委員由兩種方法產生：代表建制城鎮的委員由該城鎮的議會委任而成，而代表非建制地區的委員則由上述四個選區内的選民直接選出。委員會内有兩名委員代表聖約翰堡市，其餘六個地區自治體和四個選區則各有一名委員。

## 外部連結

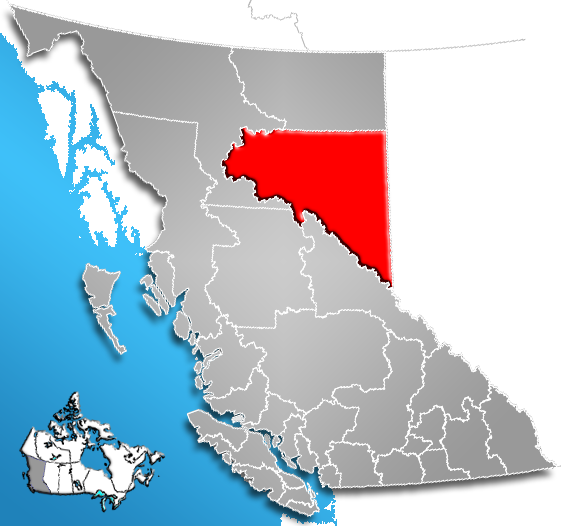
和平河地區在卑詩省的位置

- （英文）Peace River Regional District－和平河地區官方網站